# Neowulgata
Neowulgata (inna pisownia Neo-Wulgata, łac. Nova Vulgata) – przekład Biblii na łacinę, będący zrewidowaną i poprawioną wersją Wulgaty; pełny tytuł: Nova Vulgata Bibliorum sacrorum editio.

## Historia
Aż do XX wieku wciąż korzystano z Wulgaty klementyńskiej, jednak rozwój krytyki tekstu domagał się przygotowania nowego wydania. Dlatego w maju 1907 roku papież Pius X powołał komisję mającą przygotować Neowulgatę – Pontifica Commissio pro Nova Vulgata Bibliorum editione. Miała ona poprawić łaciński tekst uwzględniając współczesną wiedzę. Celem komisji było przywrócenie tekstowi pierwotnego Hieronimowego brzmienia. Sporządzono fotokopie najlepszych rękopisów. Zgromadzono wiele materiału rękopiśmiennego. Wykorzystane zostały m.in. takie rękopisy jak: Amiatinus, Ottobonianus i Turonensis. 
Prace posuwały się bardzo wolno i trwały kilkadziesiąt lat, posiłkowano się najnowszymi metodami naukowymi z uwzględnieniem języków oryginalnych. Dopiero w 1926 roku wydano Księgę Rodzaju Nowej Wulgaty.
29 listopada 1965 roku papież Paweł VI powołał Komisję dla rewizji Wulgaty (Commisione per la revisione della Volgata), która miała nanieść poprawki w tych miejscach, w których tekst Wulgaty był niezgodny z tekstem oryginalnym. Od roku 1965 komisji przewodził kardynał Augustin Bea. Ukończyła ona pracę w roku 1977 przekazując Pawłowi VI ostatni tom Neowulgaty. W roku 1979 ukazało się wydanie całości opublikowane w jednym tomie. Ten tekst w konstytucji apostolskiej Scripturarum thesaurus z 25 kwietnia 1979 roku Jan Paweł II promulgował jako podstawę przekładów biblijnych na języki narodowe do użytku liturgicznego. W ten sposób Neowulgata stała się oficjalnym tekstem używanym w łacińskiej liturgii Kościoła rzymskokatolickiego.
Wprowadzenie do liturgii katolickiej języków narodowych spowodowało, że dalsze prace nad rewizją Wulgaty przestały być konieczne. W rezultacie papież pozostawił przy tej pracy pięciu mnichów (Pontificia Commissio Vulgatae Editioni recognoscendae atque emendandae), których zadaniem było doprowadzenie rewizji Starego Testamentu do końca. Pracowali oni w Opactwie św. Hieronima w Rzymie, a efektem ich pracy było opublikowanie w roku 1987 wydania II poprawionego Neowulgaty. W 2001 Kongregacja ds. Kultu Bożego i Dyscypliny Sakramentów wydała instrukcję „Liturgiam authenticam”. W rozporządzeniu tym Neowulgatę, jako oficjalną Biblię Kościoła katolickiego, czyni się podstawą wszystkich innych tłumaczeń stosowanych w księgach liturgicznych. Neowulgata jest prezentowana jako wzór tłumaczenia w zakresie zastosowania warsztatu filologicznego i układu ksiąg w całości oraz ich części.

## Opis
Zawiera 3 i 4 Księgę Ezdrasza oraz Modlitwę Manassesa.
W aparacie krytycznym cytowane są następujące wydania Wulgaty: Sykstusa V (1590), Klemensa VIII (1598), Wordwortha & White’a, Lachmanna (1842), oraz Tischendorfa (1854).
Wydanie z 1979 roku wprowadziło formę Iahveh dla tetragramu w Exodus 3,15; 15,3 oraz 17,15 w przekładzie na łacinę. Wydanie z 1986 roku zamieniło Iahveh na Dominus, zgodnie z brzmieniem wszystkich łacińskich rękopisów.